# 유방구름

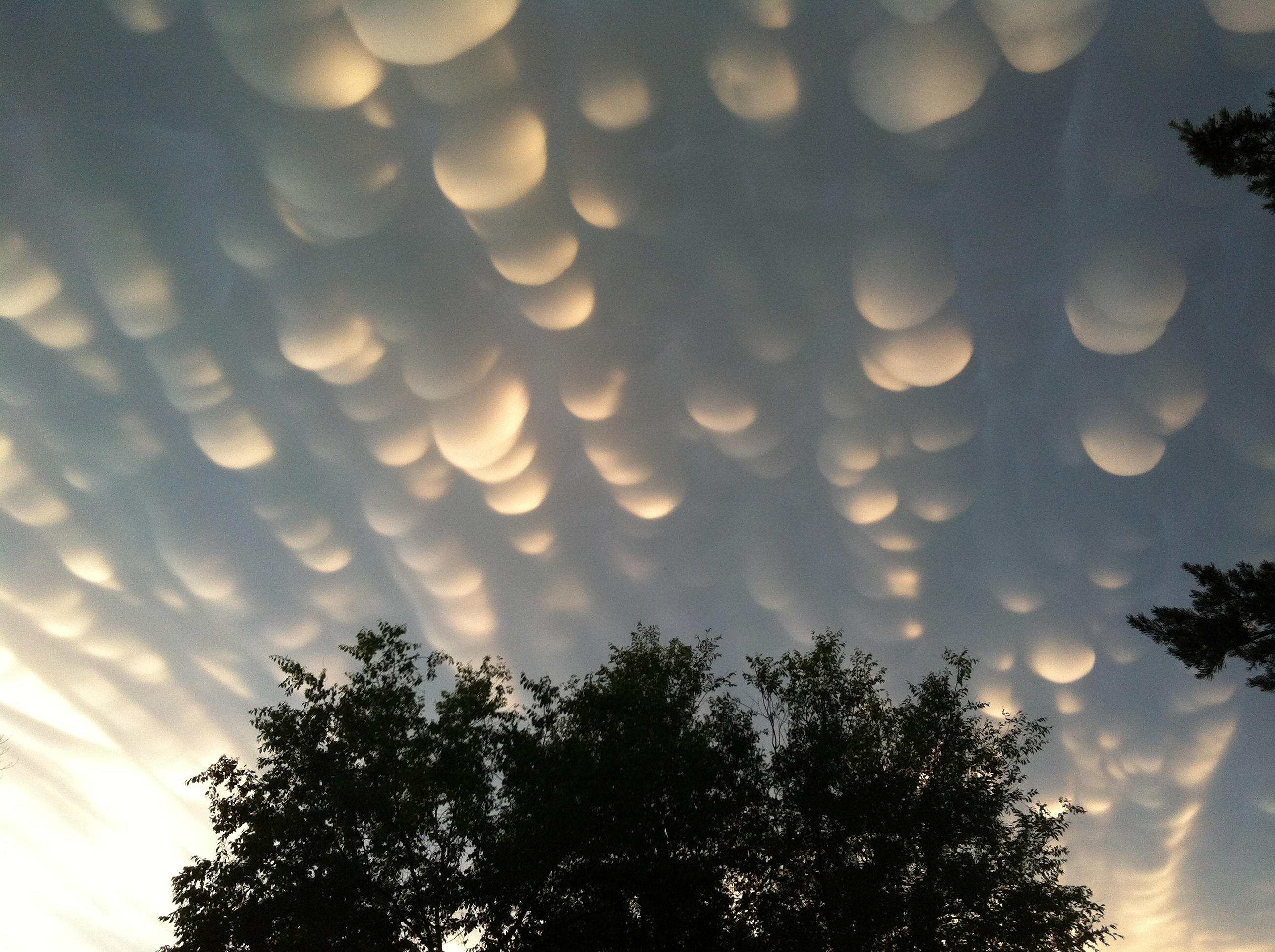

유방구름(乳房-, mammatus cloud)은 큰 구름의 바닥면에 붙어서 땅 쪽으로 늘어진 구름 덩어리이다. 모루구름과 함께 나타나 천둥벼락을 동반하는 경우가 잦다